# Arokonfederationen
Arokonfederationen var en historisk stat som låg i nuvarande Nigeria mellan 1240 och 1902. Dess huvudstad var Arochukwu.
Det var en konfederation av arofolket, en undergrupp av Igbofolket. Staten dominerade östra Nigeria under 1700- och 1800-talen och deltog i den transatlantiska slavhandeln. 
Det upplöstes efter ett krig med britterna och uppgick i Kolonin och protektoratet Nigeria.